# Décès en janvier 2017
Décès
- 2013
- 2014
- 2015
- 2016
- 2017
- 2018
- 2019
- 2020
- 2021

Pour une information complémentaire, voir la page d'aide.

| Date        | Nom                           | Activités                                                                                               | Âge | Source |
| ----------- | ----------------------------- | --- | --- | ------ |
| 1er janvier | Anthony B. Atkinson           | Économiste britannique.                                                                                 | 72  | (en)   |
| 1er janvier | René Ballet                   | Écrivain, journaliste et résistant français.                                                            | 88  |        |
| 1er janvier | Hilarion Capucci              | Archevêque syrien.                                                                                      | 94  |        |
| 1er janvier | William Craig                 | Nageur américain, champion olympique aux Jeux olympiques d'été de 1964.                                 | 71  | (en)   |
| 1er janvier | Yvon Dupuis                   | Homme politique canadien.                                                                               | 90  |        |
| 1er janvier | Lorne Loomer                  | Rameur d'aviron canadien, champion aux Jeux olympiques d'été de 1956.                                   | 79  | (en)   |
| 1er janvier | Yaakov Neeman                 | Homme politique israélien, Ministre de la Justice (2009-2013).                                          | 77  |        |
| 1er janvier | Emmanuel Niyonkuru            | Homme politique burundais.                                                                              | 54  |        |
| 1er janvier | Derek Parfit                  | Philosophe britannique.                                                                                 | 74  | (en)   |
| 1er janvier | Aleksander Tšutšelov          | Skipper estonien, médaillé d'argent aux Jeux olympiques d'été de 1960.                                  | 83  | (et)   |
| 2 janvier   | José Barbara                  | Pilote français de rallye.                                                                              | 72  |        |
| 2 janvier   | John Berger                   | Écrivain britannique.                                                                                   | 90  | (en)   |
| 2 janvier   | Albert Brewer                 | Homme politique américain.                                                                              | 88  | (en)   |
| 2 janvier   | François Chérèque             | Syndicaliste français, secrétaire général de la CFDT (2002-2012).                                       | 60  |        |
| 2 janvier   | Tom Harpur                    | Écrivain et animateur de télévision canadien.                                                           | 87  | (en)   |
| 2 janvier   | Ron Smith                     | Entraîneur de hockey sur glace canadien.                                                                | 72  | (en)   |
| 2 janvier   | István Tatár                  | Athlète hongrois.                                                                                       | 58  | (hu)   |
| 2 janvier   | Viktor Tsarev                 | Footballeur soviétique puis russe.                                                                      | 85  | (ru)   |
| 2 janvier   | Jean Vuarnet                  | Skieur français, champion aux Jeux olympiques d'hiver de 1960.                                          | 83  |        |
| 3 janvier   | Rodney Bennett                | Réalisateur et scénariste britannique.                                                                  | 81  | (en)   |
| 3 janvier   | Ivo Brešan                    | Dramaturge, romancier et scénariste croate.                                                             | 80  | (hr)   |
| 3 janvier   | Élie Cester                   | Joueur français de rugby à XV.                                                                          | 74  |        |
| 3 janvier   | Marceau Constantin            | Peintre, dessinateur, illustrateur, céramiste et sculpteur français.                                    | 98  |        |
| 3 janvier   | Claude Massé                  | Artiste français, promoteur de l'art brut.                                                              | 82  |        |
| 3 janvier   | Jean-Paul Török               | historien du cinéma, scénariste, réalisateur et écrivain français                                       | 80  |        |
| 3 janvier   | Igor Volk                     | Cosmonaute soviétique puis russe.                                                                       | 79  | (ru)   |
| 4 janvier   | Hervé Brousseau               | Auteur-compositeur-interprète et comédien québécois.                                                    | 79  |        |
| 4 janvier   | Gilbert Lelord                | Pédopsychiatre français.                                                                                | 89  |        |
| 4 janvier   | Ezio Pascutti                 | Footballeur italien.                                                                                    | 79  | (it)   |
| 4 janvier   | Georges Prêtre                | Chef d'orchestre français.                                                                              | 92  |        |
| 4 janvier   | Georges Romathier             | Peintre et lithographe français.                                                                        | 89  |        |
| 4 janvier   | Milt Schmidt                  | Hockeyeur sur glace puis entraîneur et dirigeant sportif canadien.                                      | 98  |        |
| 5 janvier   | Leonardo Benevolo             | Architecte et historien italien.                                                                        | 93  | (it)   |
| 5 janvier   | Géori Boué                    | Soprano française.                                                                                      | 98  |        |
| 5 janvier   | Luc Coene                     | Homme politique belge.                                                                                  | 69  | (en)   |
| 5 janvier   | Guy Corneau                   | Psychanalyste, essayiste et conférencier québécois.                                                     | 65  |        |
| 5 janvier   | Tullio De Mauro               | Linguiste et homme politique italien.                                                                   | 84  | (it)   |
| 5 janvier   | Paul Goble                    | Écrivain et illustrateur anglo-américain.                                                               | 83  | (en)   |
| 5 janvier   | Frank Murphy                  | Athlète de demi-fond irlandais.                                                                         | 69  | (en)   |
| 5 janvier   | Jean Poczobut                 | Dirigeant sportif français.                                                                             | 80  |        |
| 5 janvier   | Badr Wannous                  | Homme politique libanais.                                                                               | 76  |        |
| 6 janvier   | Osman Bayezid Osmanoğlu       | Prince impérial de l’Empire ottoman et prétendant au trône de Turquie.                                  | 92  | (en)   |
| 6 janvier   | Yaron Ben-Dov                 | Footballeur international israélien.                                                                    | 46  | (he)   |
| 6 janvier   | André Bourrié                 | Peintre officiel de la Marine français.                                                                 | 80  |        |
| 6 janvier   | Kōsei Kamo                    | Joueur de tennis japonais.                                                                              | 84  | (ja)   |
| 6 janvier   | Una Kroll                     | Femme prêtre de l'église anglicane britannique.                                                         | 91  | (en)   |
| 6 janvier   | Octavio Lepage Barreto        | Homme politique vénézuélien, Président (1993).                                                          | 93  | (es)   |
| 6 janvier   | Ricardo Piglia                | Écrivain argentin.                                                                                      | 91  | (en)   |
| 6 janvier   | Om Puri                       | Acteur indien.                                                                                          | 66  |        |
| 6 janvier   | Francine York                 | Actrice américaine.                                                                                     | 78  | (en)   |
| 7 janvier   | Cheick Fantamady Camara       | Réalisateur guinéen.                                                                                    | 56  |        |
| 7 janvier   | Nat Hentoff                   | Journaliste, historien et romancier américain.                                                          | 91  | (en)   |
| 7 janvier   | Mário Soares                  | Homme d'État portugais, Président de la République (1986-1996).                                         | 92  |        |
| 7 janvier   | Laurie Topp                   | Footballeur anglais.                                                                                    | 93  | (en)   |
| 8 janvier   | Dominique Appia               | Artiste suisse.                                                                                         | 91  |        |
| 8 janvier   | Buddy Bregman                 | Arrangeur musical américain.                                                                            | 86  | (en)   |
| 8 janvier   | Jackie Brown                  | Joueur américain de baseball.                                                                           | 73  | (en)   |
| 8 janvier   | Nicolai Gedda                 | Ténor suédois.                                                                                          | 91  |        |
| 8 janvier   | James Mancham                 | Homme politique seychellois, Président (1976-1977).                                                     | 77  |        |
| 8 janvier   | Jovanka Nikolić               | Poétesse et écrivaine serbe.                                                                            | 64  | (sr)   |
| 8 janvier   | Zacharie Noah                 | Footballeur camerounais.                                                                                | 79  |        |
| 8 janvier   | Roger Ouvrard                 | Sportif et Homme politique français.                                                                    | 84  |        |
| 8 janvier   | Ruth Perry                    | Femme politique libérienne.                                                                             | 77  | (en)   |
| 8 janvier   | Hachemi Rafsandjani           | Homme politique iranien, Président (1989-1997).                                                         | 82  |        |
| 8 janvier   | Peter Sarstedt                | Auteur-compositeur-interprète britannique.                                                              | 75  | (en)   |
| 8 janvier   | August Van Daele              | Général belge de l'Armée de l'Air, aide de camp honoraire du roi.                                       | 72  |        |
| 9 janvier   | Zygmunt Bauman                | Sociologue polono-britannique.                                                                          | 91  | (pl)   |
| 9 janvier   | Roberto Cabañas               | Footballeur paraguayen.                                                                                 | 55  |        |
| 9 janvier   | Odette Kerbaul                | Résistante française.                                                                                   | 95  |        |
| 9 janvier   | Gueorgui Noskov               | Ornithologue russe.                                                                                     | 79  |        |
| 9 janvier   | Patrick Salas                 | Rugbyman français.                                                                                      | 62  |        |
| 9 janvier   | Teresa Ann Savoy              | Actrice britannique.                                                                                    | 61  | (it)   |
| 9 janvier   | Claude Steiner                | Psychologue français.                                                                                   | 82  | (en)   |
| 9 janvier   | DJ Crazy Toones               | DJ américain et producteur de musique.                                                                  | 45  | (en)   |
| 10 janvier  | Laurent Danchin               | Critique d'art et essayiste français.                                                                   | 70  |        |
| 10 janvier  | Fernand Decanali              | Coureur cycliste français, champion aux Jeux olympiques d'été de 1948.                                  | 91  |        |
| 10 janvier  | Leonard French                | Artiste peintre et décorateur australien.                                                               | 88  | (en)   |
| 10 janvier  | Buddy Greco                   | Chanteur et pianiste américain.                                                                         | 90  | (en)   |
| 10 janvier  | Roman Herzog                  | Homme politique allemand, Président de la République fédérale (1994-1999).                              | 82  | (en)   |
| 10 janvier  | Michel Hoeffel                | Pasteur luthérien français.                                                                             | 81  |        |
| 10 janvier  | Clare Hollingworth            | Journaliste et correspondante de guerre britannique.                                                    | 105 | (en)   |
| 10 janvier  | Claude Lebey                  | Journaliste, éditeur et chroniqueur français.                                                           | 93  |        |
| 10 janvier  | Ryszard Parulski              | Fleurettiste polonais, médaillé d'argent aux Jeux olympiques d'été de 1964 et de bronze à ceux de 1968. | 78  | (pl)   |
| 10 janvier  | Võ Quý                        | Ornithologue vietnamien.                                                                                | 87  | (en)   |
| 10 janvier  | Tony Rosato                   | Acteur et scénariste italien.                                                                           | 62  | (en)   |
| 10 janvier  | Oliver Smithies               | Généticien américain.                                                                                   | 91  | (en)   |
| 10 janvier  | Ken Wharram                   | Hockeyeur sur glace canadien.                                                                           | 83  | (en)   |
| 11 janvier  | Tommy Allsup                  | Musicien américain.                                                                                     | 85  | (en)   |
| 11 janvier  | Pierre Arpaillange            | Garde des Sceaux, ministre de la Justice puis Premier président de la Cour des comptes français.        | 92  |        |
| 11 janvier  | André Chadeau                 | Administrateur et chef d'entreprise français, Président de la SNCF (1981-1985).                         | 89  |        |
| 11 janvier  | Robert Sarrabère              | Évêque catholique français.                                                                             | 90  |        |
| 11 janvier  | François Van Der Elst         | Footballeur belge.                                                                                      | 62  |        |
| 12 janvier  | Giulio Angioni                | Écrivain italien.                                                                                       | 77  | (it)   |
| 12 janvier  | Meir Banai                    | Musicien israélien.                                                                                     | 55  | (en)   |
| 12 janvier  | William Peter Blatty          | Écrivain, scénariste et réalisateur américain.                                                          | 89  | (en)   |
| 12 janvier  | Philippe Fass                 | Dirigeant de football français.                                                                         | 84  |        |
| 12 janvier  | Paul Labadie                  | Joueur de rugby à XV français.                                                                          | 89  |        |
| 12 janvier  | Ángel Segurola                | Joueur et entraîneur de football espagnol.                                                              | 81  | (en)   |
| 12 janvier  | Frank Spellman                | Haltérophile américain, champion aux Jeux olympiques d'été de 1948.                                     | 94  | (en)   |
| 12 janvier  | Graham Taylor                 | Footballeur anglais.                                                                                    | 72  | (en)   |
| 13 janvier  | Gilberto Agustoni             | Cardinal suisse, Préfet du Tribunal suprême de la Signature apostolique (1992-1998).                    | 94  | (it)   |
| 13 janvier  | Antony Armstrong-Jones        | Photographe, designer et réalisateur britannique, ex-époux de la princesse Margaret.                    | 86  |        |
| 13 janvier  | Hans Berliner                 | Joueur d'échecs germano-américain.                                                                      | 87  | (en)   |
| 13 janvier  | Horacio Guarany               | Écrivain et chanteur argentin.                                                                          | 91  | (es)   |
| 13 janvier  | Jean Lafont                   | Manadier français.                                                                                      | 94  |        |
| 13 janvier  | Anton Nanut                   | Chef d'orchestre slovène.                                                                               | 84  | (en)   |
| 13 janvier  | Arezki Rabah                  | Acteur algérien.                                                                                        | 78  |        |
| 13 janvier  | Guy Gervais de Rouville       | Industriel français.                                                                                    | 101 |        |
| 13 janvier  | Udo Ulfkotte                  | Journaliste, essayiste et romancier allemand.                                                           | 56  | (de)   |
| 14 janvier  | Maria Cabral                  | Actrice portugaise.                                                                                     | 75  | (pt)   |
| 14 janvier  | Eldar Kouliev                 | Réalisateur et scénariste soviétique puis kirghize.                                                     | 65  | (ru)   |
| 14 janvier  | Raymond Baillet               | Acteur et chansonnier français.                                                                         | 97  | (fr)   |
| 14 janvier  | Zhou Youguang                 | Linguiste, économiste, écrivain et supercentenaire chinois.                                             | 111 | (zh)   |
| 15 janvier  | Charles-Henri Favrod          | Journaliste, photographe et essayiste suisse.                                                           | 89  |        |
| 15 janvier  | Luis Gámir                    | Universitaire, haut fonctionnaire et homme politique espagnol.                                          | 74  | (es)   |
| 15 janvier  | Paul Lombard                  | Avocat et écrivain français.                                                                            | 89  |        |
| 15 janvier  | Mieczysław Maliński           | Prêtre catholique, théologien et écrivain polonais.                                                     | 93  | (pl)   |
| 15 janvier  | Jimmy Snuka                   | Lutteur professionnel fidjien.                                                                          | 73  | (en)   |
| 15 janvier  | Jan Szczepański               | Boxeur polonais, champion aux Jeux olympiques d'été de 1972.                                            | 77  | (pl)   |
| 15 janvier  | Jean-Luc Vernal               | Journaliste et scénariste belge de bande dessinée.                                                      | 72  |        |
| 16 janvier  | Eugene Cernan                 | Astronaute américain.                                                                                   | 82  |        |
| 16 janvier  | Pierre Gisling                | Peintre, présentateur télévisuel, journaliste, réalisateur, écrivain et enseignant suisse.              | 79  |        |
| 16 janvier  | Roland Glavany                | Général de corps d'armée et pilote d'essai français.                                                    | 94  |        |
| 16 janvier  | Gerd Grochowski               | Baryton-basse allemand.                                                                                 | 60  |        |
| 16 janvier  | William Onyeabor              | Musicien nigérian.                                                                                      | 70  | (en)   |
| 16 janvier  | Anne Perrier                  | Écrivaine et poétesse suisse.                                                                           | 94  |        |
| 17 janvier  | Brenda Barnes                 | Femme d'affaires américaine.                                                                            | 63  | (en)   |
| 17 janvier  | Henry Chabert                 | Homme politique français.                                                                               | 71  |        |
| 17 janvier  | Pascal Garray                 | Dessinateur et scénariste belge de bande dessinée.                                                      | 51  |        |
| 17 janvier  | Tokio Kano                    | Homme politique japonais.                                                                               | 82  | (ja)   |
| 17 janvier  | Emilsen Manyoma               | Activiste colombienne.                                                                                  | 32  | (en)   |
| 17 janvier  | Daniel Vischer                | Homme politique suisse.                                                                                 | 67  | (de)   |
| 18 janvier  | Peter Abrahams                | Écrivain sud-africain.                                                                                  | 97  | (en)   |
| 18 janvier  | Yosl Bergner                  | Peintre et illustrateur israélien.                                                                      | 96  |        |
| 18 janvier  | Raoul Giordan                 | Dessinateur français.                                                                                   | 90  |        |
| 18 janvier  | John Levee                    | Peintre américain.                                                                                      | 92  |        |
| 18 janvier  | Hubert Lucot                  | Écrivain français.                                                                                      | 81  |        |
| 18 janvier  | Jung Mikyung                  | Romancière sud-coréenne.                                                                                | 56  | (ko)   |
| 18 janvier  | Roberta Peters                | Soprano colorature américaine.                                                                          | 86  | (en)   |
| 18 janvier  | Hamza al Qâdiri al Boutchichi | Cheikh marocain.                                                                                        | 95  |        |
| 18 janvier  | Jean-Guy Rioux                | Militant et ancien président du Congrès mondial acadien canadien.                                       | 76  |        |
| 18 janvier  | Paolo Stanzani                | ingénieur automobile italien.                                                                           | 81  | (it)   |
| 19 janvier  | Loalwa Braz                   | Chanteuse brésilienne, interprète du tube mondial de l'été 1989, La Lambada.                            | 63  |        |
| 19 janvier  | Thibaut Cuisset               | Photographe français.                                                                                   | 58  |        |
| 19 janvier  | Miguel Ferrer                 | Acteur américain.                                                                                       | 61  |        |
| 19 janvier  | Alain Guérin                  | Journaliste français.                                                                                   | 85  |        |
| 19 janvier  | Ger van Mourik                | Footballeur néerlandais.                                                                                | 85  | (nl)   |
| 19 janvier  | Christiane Naud               | Historienne française.                                                                                  | 79  |        |
| 19 janvier  | Giovanni Vastola              | Footballeur italien.                                                                                    | 78  | (it)   |
| 20 janvier  | Robert Anker                  | Écrivain néerlandais.                                                                                   | 70  | (nl)   |
| 20 janvier  | Joy Coghill                   | Actrice canadienne.                                                                                     | 90  | (en)   |
| 20 janvier  | Céline Léger                  | Actrice québécoise.                                                                                     | 79  |        |
| 20 janvier  | Carlos Alberto Silva          | Entraîneur brésilien de football.                                                                       | 77  | (pt)   |
| 20 janvier  | Frank Thomas                  | Parolier et producteur de musique français.                                                             | 80  |        |
| 20 janvier  | John Watkiss                  | Artiste de dessin animé britannique.                                                                    | 55  | (en)   |
| 21 janvier  | Marc Baecke                   | Footballeur belge.                                                                                      | 60  |        |
| 21 janvier  | Vahit Melih Halefoğlu         | Homme politique et diplomate turc.                                                                      | 97  | (tr)   |
| 21 janvier  | Victor Prus                   | Architecte québécois d'origine polonaise.                                                               | 99  | (en)   |
| 21 janvier  | Ludger Rémy                   | Claveciniste allemand.                                                                                  | 68  |        |
| 21 janvier  | Veljo Tormis                  | Compositeur estonien.                                                                                   | 86  | (en)   |
| 22 janvier  | Giovanni Corrieri             | Cycliste sur route italien.                                                                             | 96  | (it)   |
| 22 janvier  | Cristina Adela Foisor         | Joueuse d'échecs roumaine.                                                                              | 49  | (ro)   |
| 22 janvier  | Jean Georgakarakos            | Producteur de musique français.                                                                         | 76  |        |
| 22 janvier  | Moshe Gershuni                | Artiste peintre et sculpteur israélien.                                                                 | 80  | (en)   |
| 22 janvier  | Evelyn Kawamoto               | Nageuse américaine, médaillée de bronze aux Jeux olympiques d'été de 1952.                              | 83  | (en)   |
| 22 janvier  | Jacob Kodji                   | Général de brigade camerounais.                                                                         | 56  |        |
| 22 janvier  | Lisbeth Korsmo                | Patineuse de vitesse norvégienne, médaillée de bronze aux Jeux olympiques d'hiver de 1976.              | 69  | (no)   |
| 22 janvier  | Jaki Liebezeit                | Batteur allemand.                                                                                       | 78  | (en)   |
| 22 janvier  | Andy Marte                    | Joueur dominicain de baseball.                                                                          | 33  | (en)   |
| 22 janvier  | Masaya Nakamura               | Homme d'affaires japonais.                                                                              | 91  |        |
| 22 janvier  | Werner Nekes                  | Réalisateur et collectionneur allemand.                                                                 | 72  | (de)   |
| 22 janvier  | Francisco Palmeiro            | Footballeur portugais.                                                                                  | 84  | (pt)   |
| 22 janvier  | Joseph Rouffanche             | Poète français.                                                                                         | 94  |        |
| 22 janvier  | Yordano Ventura               | Joueur dominicain de baseball.                                                                          | 25  |        |
| 23 janvier  | Bobby Freeman                 | Chanteur et compositeur afro-américain de musique soul.                                                 | 76  | (en)   |
| 23 janvier  | Dmytro Grabovskyy             | Cycliste sur route ukrainien puis israélien.                                                            | 31  | (en)   |
| 23 janvier  | Herbert Mäder                 | Photographe, photojournaliste et politicien suisse.                                                     | 86  | (de)   |
| 23 janvier  | Douglas Reeman                | Écrivain britannique.                                                                                   | 92  | (en)   |
| 23 janvier  | Andrew Telegdi                | Homme politique canadien.                                                                               | 70  | (en)   |
| 24 janvier  | Heriberto Correa              | Footballeur paraguayen.                                                                                 | 67  | (es)   |
| 24 janvier  | Guy Hachette                  | Patron de presse et verbicruciste français                                                              | 86  |        |
| 24 janvier  | Jean-Olivier Héron            | Illustrateur, écrivain et éditeur français.                                                             | 78  |        |
| 24 janvier  | Butch Trucks                  | Musicien américain, batteur du groupe The Allman Brothers Band.                                         | 69  | (en)   |
| 25 janvier  | Roland Bechmann               | Architecte français.                                                                                    | 97  |        |
| 25 janvier  | Ronnie Davis                  | Chanteur jamaïcain.                                                                                     | 66  | (en)   |
| 25 janvier  | Buchi Emecheta                | Romancière nigériane.                                                                                   | 72  | (en)   |
| 25 janvier  | Shunji Fujimura               | Acteur de seiyū japonais.                                                                               | 82  |        |
| 25 janvier  | John Hurt                     | Acteur britannique.                                                                                     | 77  |        |
| 25 janvier  | Harry Mathews                 | Écrivain américain.                                                                                     | 86  |        |
| 25 janvier  | Jack Mendelsohn               | Scénariste américain de comics.                                                                         | 90  | (en)   |
| 25 janvier  | Jacques Moreau                | Homme politique français.                                                                               | 83  |        |
| 25 janvier  | Jacques Penot                 | Acteur français.                                                                                        | 57  |        |
| 25 janvier  | Mike Peyton                   | Dessinateur britannique.                                                                                | 96  | (en)   |
| 25 janvier  | Marcel Prud'homme             | Homme politique canadien.                                                                               | 82  | (en)   |
| 25 janvier  | Paulette Rollin               | Chanteuse et comédienne française.                                                                      | 96  |        |
| 25 janvier  | Mary Tyler Moore              | Actrice américaine.                                                                                     | 80  |        |
| 26 janvier  | Bakhti Belaïb                 | Homme politique algérien.                                                                               | 63  |        |
| 26 janvier  | Anne-Marie Colchen            | Basketteuse et athlète de sauts en hauteur français.                                                    | 91  |        |
| 26 janvier  | Mike Connors                  | Acteur américain et producteur de cinéma.                                                               | 91  |        |
| 26 janvier  | Tam Dalyell                   | Homme politique britannique.                                                                            | 84  | (en)   |
| 26 janvier  | Lindy Delapenha               | Footballeur jamaïcain.                                                                                  | 89  | (en)   |
| 26 janvier  | Raynald Guay                  | Homme politique canadien.                                                                               | 83  |        |
| 26 janvier  | Barbara Hale                  | Actrice américaine.                                                                                     | 94  |        |
| 26 janvier  | Michael Tönnies               | Footballeur allemand.                                                                                   | 57  | (de)   |
| 27 janvier  | Valéri Bolotov                | Homme politique ukrainien.                                                                              | 46  | (ru)   |
| 27 janvier  | Geoffrey Raisman              | Neurologue Britannique                                                                                  | 77  | (en)   |
| 27 janvier  | Éléonore Hirt                 | Comédienne française.                                                                                   | 97  |        |
| 27 janvier  | Wanda Hjort Heger             | Résistante norvégienne                                                                                  | 95  | (no)   |
| 27 janvier  | Petr Kop                      | Joueur et entraîneur de volley-ball tchèque, médaillé d'argent et de bronze olympique (1964, 1968).     | 79  | (cs)   |
| 27 janvier  | Lucien Malson                 | Écrivain, professeur, philosophe et sociologue français.                                                | 90  |        |
| 27 janvier  | Richard Marillier             | Militaire et dirigeant de cyclisme français.                                                            | 92  |        |
| 27 janvier  | Robert Ellis Miller           | Réalisateur américain.                                                                                  | 84  | (en)   |
| 27 janvier  | Brunhilde Pomsel              | Centenaire allemande, secrétaire de Joseph Goebbels.                                                    | 106 |        |
| 27 janvier  | Emmanuelle Riva               | Actrice française.                                                                                      | 89  |        |
| 27 janvier  | Billy Simpson                 | Footballeur international nord-irlandais.                                                               | 87  | (en)   |
| 27 janvier  | Henry-Louis de La Grange      | Musicologue français.                                                                                   | 92  |        |
| 28 janvier  | Jean Bogaerts                 | Coureur cycliste belge.                                                                                 | 92  |        |
| 28 janvier  | Bello Masaba                  | Nigérian aux 86 épouses et 179 enfants.                                                                 | 93  |        |
| 28 janvier  | Bharati Mukherjee             | Écrivaine américaine.                                                                                   | 76  | (en)   |
| 28 janvier  | Geoff Nicholls                | Claviériste et guitariste britannique.                                                                  | 68  | (en)   |
| 28 janvier  | Lennart Nilsson               | Photographe suédois.                                                                                    | 94  |        |
| 28 janvier  | Richard Portman               | Ingénieur du son américain.                                                                             | 82  | (en)   |
| 28 janvier  | Dan Spiegle                   | Auteur de bande dessinée américain.                                                                     | 96  | (en)   |
| 28 janvier  | Stuart Timmons                | Historien LGBT américain.                                                                               | 60  | (en)   |
| 29 janvier  | Pierre Demers                 | Physicien canadien, québécois.                                                                          | 102 |        |
| 29 janvier  | Willy Fossli                  | Footballeur norvégien.                                                                                  | 85  | (no)   |
| 29 janvier  | Pierre Lévêque                | Historien français.                                                                                     | 89  |        |
| 29 janvier  | Boris Nikolov                 | Boxeur bulgare, médaillé de bronze aux Jeux olympiques d'été de 1952.                                   | 87  | (bg)   |
| 29 janvier  | Abou Sayyaf                   | bourreau iraken                                                                                         | ??  | (en)   |
| 30 janvier  | Dore Ashton                   | Critique d'art américaine.                                                                              | 88  | (en)   |
| 30 janvier  | Walter Hautzig                | Pianiste américain.                                                                                     | 95  | (en)   |
| 30 janvier  | Thierry Lévy                  | Avocat pénaliste français.                                                                              | 72  |        |
| 30 janvier  | Joseph Mélèze-Modrzejewski    | Historien de l'Antiquité français.                                                                      | 86  |        |
| 30 janvier  | Gaston Onkelinx               | Homme politique belge.                                                                                  | 84  |        |
| 31 janvier  | Matilde Capuis                | Organiste, pianiste, compositrice et centenaire italienne.                                              | 104 | (it)   |
| 31 janvier  | Abdelaziz Lasram              | Homme politique tunisien.                                                                               | 88  |        |
| 31 janvier  | Frank Pellegrino (en)         | Acteur américain (Les Soprano).                                                                         | 72  |        |
| 31 janvier  | Annie Saumont                 | Nouvelliste et traductrice française.                                                                   | 89  |        |
| 31 janvier  | Rob Stewart                   | Réalisateur et photographe animalier canadien.                                                          | 37  |        |
| 31 janvier  | John Wetton                   | Bassiste, chanteur et guitariste britannique de rock.                                                   | 67  | (en)   |
| 31 janvier  | Tokitenkū Yoshiaki            | Lutteur de sumo japonais.                                                                               | 37  | (en)   |